# 屈奈姆
屈奈姆（法語：Kunheim，法語發音：[kynaim] ⓘ）是法国上莱茵省的一个市镇，属于科尔马-里博维莱区。

## 地理
屈奈姆（48°4'35"N, 7°32'4"E）面积11.75 平方千米，位于法国大東部大區上莱茵省，该省份为法国东部内陆省份，是阿尔萨斯的一部分，今与下莱茵省组成了阿尔萨斯欧洲集体，其北临下莱茵省，西接孚日省，西南接贝尔福地区省，东侧沿莱茵河与德国相望，南与瑞士接壤。
与屈奈姆接壤的市镇（或旧市镇、城区）包括：比赛姆、于尔舍奈姆、迪勒嫩岑、巴尔策奈姆。
屈奈姆的时区为UTC+01:00、UTC+02:00（夏令时）。

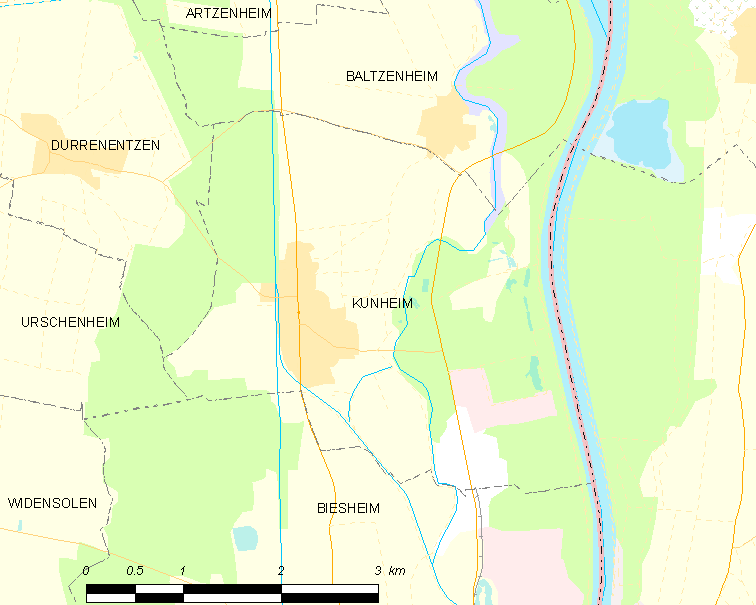
屈奈姆的OSM定位图

## 行政
屈奈姆的邮政编码为68320，INSEE市镇编码为68172。

## 政治
屈奈姆所属的省级选区为恩西赛姆县。

## 人口

1962-2008年间屈奈姆人口变化图示

屈奈姆于2022年1月1日时的人口数量为1857人。

## 友好城市
- 法國 卡斯泰尔雅卢